# 卢比肯小道
卢比肯小道位于美国西部内华达山脉，全长22英里，部分路段没有铺设路面，是一条世界闻名的4x4越野路线。
卢比肯小道西起加利福尼亚州乔治城的Wentworth Springs Road，过了与州道193相交的路口之后，越野路段的起点就在卢恩湖畔。越野路段全长约12英里（19公里），沿途经过埃杜拉多国家森林和太皓湖国家森林。东边有路面的部分叫做McKinney Rubicon Springs Road。
路线最终会到达太浩湖。